# Pierre-Antoine Mallet
Pierre-Antoine Mallet (Montréal, 20 giugno 1700 – 1751) è stato un esploratore francese.
Appartenente a una famiglia della Nuova Francia che aveva interessi nel commercio con il pays d'en haut (l'occidente nordamericano), Pierre-Antoine era figlio di Pierre Mallet e di Madeleine Thunay, si sposò con Louisa Duepet. Nei primi anni del Settecento la famiglia si trasferì a Detroit dove, insieme al fratello Paul, ricevette il battesimo nel 1711.
I francesi desideravano da molto tempo raggiungere l'America spagnola attraverso i territori sconosciuti dell'Ovest. Dopo i falliti tentativi di Louis Juchereau de St. Denis di creare dei collegamenti commerciali attraverso il Texas, i francesi pensarono di raggiungere l'ovest, tenendosi lontani dagli insediamenti spagnoli, attraverso il fiume Missouri credendo, erroneamente che nascesse a sud-ovest.
Nel 1739 Pierre-Antoine, insieme al fratello Paul e a un piccolo gruppo di esploratori franco-canadesi partirono da Fort de Chartres e a un certo punto, in un luogo non ben precisato del Missouri, vennero persuasi da alcuni nativi che stavano sbagliando strada. Il gruppo ritornò sui suoi passi e, per via terra, raggiunse il fiume Platte e lo risalirono. Dopo aver lasciato la diramazione di questo fiume e, guidati da uno schiavo amerindiano, proseguirono a sud. Arrivarono in una missione spagnola e poi entrarono a Santa Fé il 22 luglio 1739. A Santa Fé gli esploratori furono detenuti dal funzionario spagnolo, ma non poterono essere accusati di commercio illegale perché la loro merce fu persa durante il viaggio. Il viceré della Nuova Spagna decise che potevano lasciare il territorio spagnolo, ma non potevano rientrarci senza un permesso ufficiale. Nel maggio del 1740 il gruppetto fece ritorno in Nuova Francia.
I due fratelli Mallet raccontarono la loro esperienza al governatore Jean-Baptiste Le Moyne de Bienville e a un altro funzionario di alto rango i quali si complimentarono per l'impresa. Il successo di Pierre-Antoine Mallet incitò André Fabry de La Bruyère, scrivano del re, ad intraprendere una nuova spedizione a Santa Fé con i due fratelli Mallet impiegati come guide. La nuova spedizione, che partì nell'agosto 1741 da Nouvelle-Orléans non ebbe tuttavia il successo sperato.
Nel 1743 i Mallet dichiararono che avrebbero tentato una terza spedizione, ma bisognava attendere soltanto il 1750 che soltanto Pierre-Antoine ne prendesse parte. La terza spedizione, di cui ne fece parte Pierre-Antoine e alcuni compagni, partì dalla Louisiana francese e durò per tre mesi. Quando il gruppo raggiunse Pecos nel novembre del 1750, gli esploratori furono arrestati e portati dapprima a Santa Fé e poi a El Paso dove il governatore Tómas Vélez Cachupín vendette all'asta la merce dei francesi e con il denaro ricavato per condurli dapprima a Chihuahua e, nel febbraio 1751 a Città del Messico. A Città del Messico gli esploratori francesi furono interrogati nuovamente dal viceré e furono obbligati di recarsi in Spagna sotto la giurisdizione della Casa de Contratación.
Per quanto riguarda Pierre-Antoine Mallet non si ha più alcuna notizia successiva, almeno negli archivi nordamericani; molto probabilmente fu imprigionato e morì dopo il giugno del 1751, verosimilmente in Spagna.